# Xian de Xiangning
Le xian de Xiangning (乡宁县 ; pinyin : Xiāngníng Xiàn) est un district administratif de la province du Shanxi en Chine. Il est placé sous la juridiction de la ville-préfecture de Linfen.

## Démographie
La population du district était de 206 708 habitants en 1999.